# Adú
Adú (anteriorment titulada Un mundo prohibido) és una pel·lícula espanyola dramàtica de 2020 dirigida per Salvador Calvo, protagonitzada per Luis Tosar, Álvaro Cervantes, Anna Castillo i Moustapha Oumarou i produïda per Mediaset España.

## Sinopsi
En un intent desesperat per aconseguir Europa i agotzonats davant una pista d'aterratge a Camerun, un nen de sis anys i la seva germana gran esperen per colar-se als cellers d'un avió. No gaire lluny, Gonzalo, un activista mediambiental contempla la terrible imatge d'un elefant, mort i sense ullals. No sols ha de lluitar contra la caça furtiva, sinó que també haurà de retrobar-se amb els problemes de Sandra, la seva filla nouvinguda d'Espanya. Milers de quilòmetres al nord, a Melilla, un grup de guàrdies civils es prepara per a enfrontar-se a la furibunda munió de subsaharians que ha iniciat l'assalt a la tanca. Tres històries unides per un tema central, en les quals cap dels seus protagonistes sap que els seus destins estan condemnats a creuar-se i que les seves vides ja no tornaran a ser les mateixes.

## Repartiment
- Luis Tosar com Gonzalo.
- Álvaro Cervantes com Mateo.
- Anna Castillo com Sandra.
- Moustapha Oumarou com Adú.
- Miquel Fernández com Miguel.
- Jesús Carroza com Javi.
- Adam Nourou com Massar.
- Zayiddiya Dissou com Alika.
- Ana Wagener com Paloma.
- Nora Navas com Carmen.
- Isaka Sawadogo com Kebila.
- Bella Agossou com Safí.
- Josean Bengoetxea com a Comandant Guàrdia Civil.
- Eliane Chagas com Leke.
- Koffi Gahou com Neko.
- Belén López com a Funcionària ONU.

## Valoració històrica
L'any 2018 64.120 persones van travessar la frontera i van arribar a Espanya de manera irregular, per terra o per mar, no obstant això l'any 2019 la xifra va disminuir fins a les 33.261 persones. La caiguda d'arribades a Espanya a bord de 1.194 pasteres no s'ha traduït en una caiguda de les arribades de menors. Tant acompanyats per familiars com no, el desembarcament de menors continua creixent: dels 7.053 que van arribar en 2018 s'ha passat a 8.066 en 2019, segons dades comptabilitzades per l'APDHA. Això ha implicat que el percentatge de nens i adolescents, majoritàriament marroquins, hagi crescut fins al 29,96% del total dels migrants.

## Premis
| Any  | Premi                | Categoria                                | Candidat                                                                 | Resultat   |
| ---- | -------------------- | ---------------------------------------- | ------------------------------------------------------------------------ | ---------- |
| 2021 | Premis Gaudí de 2021 | Millor pel·lícula en llengua no catalana | Adú                                                                      | Nominada   |
| 2021 | Premis Gaudí de 2021 | Millor direcció de producció             | Luis Fernández i Ana Parra                                               | Guanyadors |
| 2021 | Premis Gaudí de 2021 | Millor música original                   | Roque Baños                                                              | Nominat    |
| 2021 | Premis Gaudí de 2021 | Millor vestuari                          | Patricia Monné                                                           | Nominada   |
| 2021 | Premis Gaudí de 2021 | Millors efectes visuals                  | Raúl Romanillos i Míriam Piquer                                          | Nominats   |
| 2021 | VIII Premis Feroz    | Millor música original                   | Roque Baños                                                              | Nominat    |
| 2021 | XXXV Premis Goya     | Millor pel·lícula                        | Adú                                                                      | Nominada   |
| 2021 | XXXV Premis Goya     | Millor director                          | Salvador Calvo                                                           | Guanyador  |
| 2021 | XXXV Premis Goya     | Millor actor secundari                   | Álvaro Cervantes                                                         | Nominat    |
| 2021 | XXXV Premis Goya     | Millor actor revelació                   | Adam Nourou                                                              | Guanyador  |
| 2021 | XXXV Premis Goya     | Millor guió original                     | Alejandro Hernández                                                      | Nominat    |
| 2021 | XXXV Premis Goya     | Millor direcció de producció             | Ana Parra i Luis Fernández Lago                                          | Guanyadors |
| 2021 | XXXV Premis Goya     | Millor muntatge                          | Jaime Colis                                                              | Nominat    |
| 2021 | XXXV Premis Goya     | Millor música original                   | Roque Baños                                                              | Nominat    |
| 2021 | XXXV Premis Goya     | Millor cançó original                    | Cherif Badua i Roque Baños per "Sababoo"                                 | Nominats   |
| 2021 | XXXV Premis Goya     | Millor fotografia                        | Sergi Vilanova                                                           | Nominat    |
| 2021 | XXXV Premis Goya     | Millor direcció artística                | César Macarrón                                                           | Nominat    |
| 2021 | XXXV Premis Goya     | Millor maquillatge i perruqueria         | Beata Wotjowicz i Ricardo Molina                                         | Nominats   |
| 2021 | XXXV Premis Goya     | Millor so                                | Eduardo Esquide, Jamaica Ruíz García, Juan Ferro i Nicolas de Poulpiquet | Guanyadors |
| 2021 | XXXV Premis Goya     | Millors efectes especials                | Raúl Romanillos i Míriam Piquer                                          | Nominats   |